# Чехия на зимних Олимпийских играх 2010
Чехия на зимних Олимпийских играх 2010 была представлена 92 спортсменами в шести видах спорта.

## Медалисты

### Золото
| Золото |                   |                                  |
| №      | Спортсмены        | Вид спорта (дисциплина)          |
| 1      | Мартина Сабликова | Конькобежный спорт (3000 метров) |
| 2      | Мартина Сабликова | Конькобежный спорт (5000 метров) |

### Бронза
| Бронза |                                                 |                                          |
| №      | Спортсмены                                      | Вид спорта (дисциплина)                  |
| 1      | Мартина Сабликова                               | Конькобежный спорт (1500 метров)         |
| 2      | Лукаш Бауэр                                     | Лыжный спорт (15 км, свободным стилем)   |
| 3      | Мартин Якш Лукаш Бауэр Иржи Магал Мартин Коукал | Лыжный спорт (Эстафета 4×10 км, мужчины) |
| 4      | Шарка Загробская                                | Горнолыжный спорт (слалом)               |

## Результаты соревнований

### Биатлон
Мужчины
| Соревнование         | Спортсмены                                                 | Стрельба    | Результат | Место |
| -------------------- | ---------------------------------------------------------- | ----------- | --------- | ----- |
| Спринт               | Михал Шлезингр                                             | 0+1         | 25:50,9   | 18    |
| Спринт               | Зденек Витек                                               | 0+1         | 26:13,7   | 28    |
| Спринт               | Ярослав Соукуп                                             | 1+1         | 27:10,4   | 52    |
| Спринт               | Ондржей Моравец                                            | 2+1         | 27:39,8   | 67    |
| Гонка преследования  | Михал Шлезингр                                             | 0+0+1+2     | 35:58,8   | 29    |
| Гонка преследования  | Зденек Витек                                               | 1+1+1+2     | 36:45,1   | 38    |
| Гонка преследования  | Ярослав Соукуп                                             | 1+1+1+1     | 38:04,9   | 51    |
| Индивидуальная гонка | Михал Шлезингр                                             | 0+0+1+1     | 51:04,8   | 17    |
| Индивидуальная гонка | Ярослав Соукуп                                             | 0+2+1+0     | 52:35,2   | 30    |
| Индивидуальная гонка | Роман Достал                                               | 0+2+0+1     | 52:51,4   | 35    |
| Индивидуальная гонка | Зденек Витек                                               | 2+1+1+2     | 55:41,2   | 67    |
| Масс-старт           | Михал Шлезингр                                             | 1+1+0+0     | 36:35,6   | 16    |
| Эстафета             | Ярослав Соукуп, Зденек Витек, Роман Достал, Михал Шлезингр | 01+02+04+02 | 1:23:55,2 | 7     |

Женщины
| Соревнование         | Спортсмены                                                               | Стрельба    | Результат | Место |
| -------------------- | ------------------------------------------------------------------------ | ----------- | --------- | ----- |
| Спринт               | Магда Резлерова                                                          | 0+0         | 20:51,0   | 19    |
| Спринт               | Вероника Виткова                                                         | 0+0         | 21:10,9   | 24    |
| Спринт               | Зденька Вейнарова                                                        | 1+1         | 22:28,5   | 60    |
| Спринт               | Вероника Зваржичова                                                      | 0+2         | 22:52,9   | 71    |
| Гонка преследования  | Магда Резлерова                                                          | 0+0+1+4     | 33:46,9   | 32    |
| Гонка преследования  | Вероника Виткова                                                         | 1+0+1+1     | 34:02,5   | 37    |
| Гонка преследования  | Зденька Вейнарова                                                        | 1+1+3+1     | 37:30,6   | 55    |
| Индивидуальная гонка | Зденька Вейнарова                                                        | 2+1+1+0     | 46:38,0   | 55    |
| Индивидуальная гонка | Габриэла Соукалова                                                       | 1+0+0+1     | 46:49,8   | 60    |
| Индивидуальная гонка | Магда Резлерова                                                          | 0+3+1+1     | 47:13,1   | 64    |
| Индивидуальная гонка | Вероника Виткова                                                         | 0+2+1+1     | 47:33,4   | 68    |
| Эстафета             | Вероника Виткова, Магда Резлерова, Габриэла Соукалова, Зденька Вейнарова | 02+13+01+24 | 1:14:37,5 | 16    |

### Бобслей
Мужчины
| Соревнование | Спортсмены                                               | 1 заезд   | 1 заезд | 2 заезд   | 2 заезд | 3 заезд   | 3 заезд | 4 заезд   | 4 заезд | Итоговый результат | Итоговое место |
| Соревнование | Спортсмены                                               | Результат | Место   | Результат | Место   | Результат | Место   | Результат | Место   | Итоговый результат | Итоговое место |
| ------------ | -------------------------------------------------------- | --------- | ------- | --------- | ------- | --------- | ------- | --------- | ------- | ------------------ | -------------- |
| Двойки       | Иво Данилевич, Ян Стокласка                              | 52,73     | 18      | 52,59     | 12      | 52,52     | 16      | 52,44     | 14      | 3:30,28            | 13             |
| Четвёрки     | Иво Данилевич, Ян Кобиан, Ян Стокласка, Доминик Сухый    | 51,54     | 12      | 51,72     | 13      | 51,76     | 10      | 51,96     | 12      | 3:26,98            | 12             |
| Четвёрки     | Ян Врба, Мартин Боман, Ондржей Козловский, Милош Веселый | 52,00     | 17      | 52,09     | 16      | 52,43     | 17      | 52,61     | 17      | 3:29,13            | 16             |

### Коньковые виды спорта

#### Конькобежный спорт
Женщины
| Соревнование | Спортсмены        | 1 попытка | 1 попытка | 2 попытка | 2 попытка | Результат | Место |
| Соревнование | Спортсмены        | Результат | Место     | Результат | Место     | Результат | Место |
| ------------ | ----------------- | --------- | --------- | --------- | --------- | --------- | ----- |
| 500 метров   | Каролина Эрбанова | 39,36     | 25        | 39,321    | 26        | 78,68     | 23    |
| 1000 метров  | Каролина Эрбанова |           |           |           |           | 1:17,53   | 12    |
| 1500 метров  | Мартина Сабликова |           |           |           |           | 1:57,96   | 3     |
| 1500 метров  | Каролина Эрбанова |           |           |           |           | 2:02,01   | 25    |
| 3000 метров  | Мартина Сабликова |           |           |           |           | 4:02,53   | 1     |
| 5000 метров  | Мартина Сабликова |           |           |           |           | 6:50,91   | 1     |

#### Фигурное катание
| Соревнование              | Спортсмены                     | Обязательный танец | Обязательный танец | Короткая программа/ оригинальный танец | Короткая программа/ оригинальный танец | Произвольная программа/ произвольный танец | Произвольная программа/ произвольный танец | Всего     | Всего |
| Соревнование              | Спортсмены                     | Результат          | Место              | Результат                              | Место                                  | Результат                                  | Место                                      | Результат | Место |
| ------------------------- | ------------------------------ | ------------------ | ------------------ | -------------------------------------- | -------------------------------------- | ------------------------------------------ | ------------------------------------------ | --------- | ----- |
| Мужское одиночное катание | Михал Бржезина                 |                    |                    | 78,80                                  | 9                                      | 137,93                                     | 11                                         | 216,73    | 10    |
| Мужское одиночное катание | Томаш Вернер                   |                    |                    | 65,32                                  | 19                                     | 119,42                                     | 17                                         | 184,74    | 19    |
| Танцы на льду             | Камила Гайкова / Давид Винцоур | 23,19              | 22                 | 40,54                                  | 22                                     | 70,08                                      | 21                                         | 133,81    | 21    |

Чехия могла выставить одну фигуристку в женском одиночном катании катании (после отказа Израиля), но отказалась от места и его получила фигуристка Австралии.

#### Шорт-трек
Женщины
| Соревнование | Спортсмены         | Отборочный раунд | Отборочный раунд | Четвертьфинал | Четвертьфинал | Полуфинал | Полуфинал | Финал     | Финал     | Финал     | Итоговое место |
| Соревнование | Спортсмены         | Результат        | Место            | Результат     | Место         | Результат | Место     | Название  | Результат | Место     | Итоговое место |
| ------------ | ------------------ | ---------------- | ---------------- | ------------- | ------------- | --------- | --------- | --------- | --------- | --------- | -------------- |
| 500 метров   | Катержина Новотная | 44,614           | 2                | 44,438        | 3             | не прошла | не прошла | не прошла | не прошла | не прошла | 12             |
| 1000 метров  | Катержина Новотная | 1:45,300         | 4                | не прошла     | не прошла     | не прошла | не прошла | не прошла | не прошла | не прошла | 29             |
| 1500 метров  | Катержина Новотная |                  |                  | 2:24,504      | 3             | DSQ       | —         | не прошла | не прошла | не прошла | 19             |

### Лыжные виды спорта

#### Горнолыжный спорт
Мужчины
| Соревнование      | Спортсмены      | Скоростной спуск/ 1 спуск | Слалом/ 2 спуск | Всего   | Место |
| ----------------- | --------------- | ------------------------- | --------------- | ------- | ----- |
| Скоростной спуск  | Ондржей Банк    |                           |                 | 1:56,66 | 30    |
| Скоростной спуск  | Петр Загробский |                           |                 | 1:57,44 | 36    |
| Скоростной спуск  | Крыштоф Крызль  |                           |                 | 1:58,43 | 40    |
| Скоростной спуск  | Филип Трейбаль  |                           |                 | 2:02,57 | 57    |
| Суперкомбинация   | Ондржей Банк    | 1:55,17                   | 51,02           | 2:46,19 | 7     |
| Суперкомбинация   | Крыштоф Крызль  | 1:56,06                   | 52,25           | 2:48,31 | 17    |
| Суперкомбинация   | Филип Трейбаль  | 1:58,62                   | 52,23           | 2:50,85 | 28    |
| Суперкомбинация   | Мартин Враблик  | 1:58,54                   | 53,92           | 2:52,46 | 31    |
| Супергигант       | Петр Загробский |                           |                 | 1:33,83 | 34    |
| Супергигант       | Мартин Враблик  |                           |                 | DNF     | —     |
| Гигантский слалом | Ондржей Банк    | 1:18,39                   | 1:21,25         | 2:39,64 | 17    |
| Гигантский слалом | Крыштоф Крызль  | 1:18,57                   | 1:22,16         | 2:40,73 | 23    |
| Гигантский слалом | Филип Трейбаль  | 1:21,74                   | 1:23,67         | 2:45,41 | 39    |
| Гигантский слалом | Мартин Враблик  | DNF                       | —               | —       | —     |
| Слалом            | Ондржей Банк    | 48,69                     | 52,12           | 1:40,81 | 11    |
| Слалом            | Филип Трейбаль  | DNF                       | —               | —       | —     |
| Слалом            | Мартин Враблик  | DNF                       | —               | —       | —     |
| Слалом            | Крыштоф Крызль  | DSQ                       | —               | —       | —     |

Женщины
| Соревнование      | Спортсмены        | Скоростной спуск/ 1 спуск | Слалом/ 2 спуск | Всего   | Место |
| ----------------- | ----------------- | ------------------------- | --------------- | ------- | ----- |
| Скоростной спуск  | Шарка Загробская  |                           |                 | 1:50,68 | 27    |
| Скоростной спуск  | Клара Крижова     |                           |                 | 2:09,27 | 37    |
| Суперкомбинация   | Шарка Загробская  | 1:27,33                   | 43,69           | 2:11,02 | 7     |
| Супергигант       | Клара Крижова     |                           |                 | 1:26,46 | 29    |
| Гигантский слалом | Шарка Загробская  | 1:18,06                   | DNS             | —       | —     |
| Гигантский слалом | Петра Закуржилова | DNF                       | —               | —       | —     |
| Слалом            | Шарка Загробская  | 51,15                     | 52,75           | 1:43,90 | 3     |
| Слалом            | Петра Закуржилова | DNF                       | —               | —       | —     |

#### Лыжное двоеборье
| Соревнование        | Спортсмены                                                      | Прыжки с трамплина | Прыжки с трамплина | Лыжная гонка | Лыжная гонка | Место |
| Соревнование        | Спортсмены                                                      | Результат          | Место              | Гандикап     | Результат    | Место |
| ------------------- | --------------------------------------------------------------- | ------------------ | ------------------ | ------------ | ------------ | ----- |
| Нормальный трамплин | Павел Хуравый                                                   | 121,5              | 10                 | +0:56        | 26:28,7      | 12    |
| Нормальный трамплин | Томаш Славик                                                    | 115,5              | 24                 | +1:20        | 26:56,8      | 20    |
| Нормальный трамплин | Мирослав Дворжак                                                | 105,5              | 39                 | +2:00        | 28:33,5      | 39    |
| Нормальный трамплин | Алеш Водседьялик                                                | 108,5              | 35                 | +1:48        | 29:33,8      | 40    |
| Большой трамплин    | Павел Хуравый                                                   | 114,0              | 8                  | +00:52       | 25:14,9      | 5     |
| Большой трамплин    | Томаш Славик                                                    | 104,7              | 18                 | +01:29       | 26:29,8      | 25    |
| Большой трамплин    | Мирослав Дворжак                                                | 83,8               | 34                 | +02:53       | 25:36,7      | 28    |
| Большой трамплин    | Алеш Водседьялик                                                | 102,8              | 20                 | +01:37       | 27:29,8      | 34    |
| Эстафета            | Алеш Водседьялик, Мирослав Дворжак, Томаш Славик, Павел Хуравый | 457,3              | 8                  | +01:06       | 51:44,2      | 8     |

#### Лыжные гонки
Мужчины
Дистанция
| Соревнование           | Спортсмен                                           | Результат | Место |
| ---------------------- | --------------------------------------------------- | --------- | ----- |
| 15 км свободным стилем | Лукаш Бауэр                                         | 34:12,0   | 3     |
| 15 км свободным стилем | Мартин Коукал                                       | 34:53,5   | 18    |
| 15 км свободным стилем | Мартин Якш                                          | 35:13,0   | 30    |
| 15 км свободным стилем | Милан Шперль                                        | 35:46,4   | 43    |
| Гонка преследования    | Лукаш Бауэр                                         | 1:15:25,2 | 7     |
| Гонка преследования    | Мартин Якш                                          | 1:17:58,2 | 27    |
| Гонка преследования    | Йиржи Магал                                         | 1:21:39,0 | 38    |
| Гонка преследования    | Мартин Коукал                                       | DNF       | —     |
| Масс-старт             | Лукаш Бауэр                                         | 2:05:49,4 | 12    |
| Масс-старт             | Иржи Магал                                          | 2:10:22,7 | 29    |
| Эстафета 4×10 км       | Мартин Якш, Лукаш Бауэр, Йиржи Магал, Мартин Коукал | 1:45:21,9 | 3     |

Спринт
| Соревнование     | Спортсмены                   | Квалификация | Квалификация | Четвертьфинал | Четвертьфинал | Полуфинал | Полуфинал | Финал     | Финал     |
| Соревнование     | Спортсмены                   | Результат    | Место        | Результат     | Место         | Результат | Место     | Результат | Место     |
| ---------------- | ---------------------------- | ------------ | ------------ | ------------- | ------------- | --------- | --------- | --------- | --------- |
| Спринт           | Душан Кожишек                | 3:42,45      | 35           | не прошёл     | не прошёл     | не прошёл | не прошёл | не прошёл | не прошёл |
| Спринт           | Алеш Разим                   | 3:46,42      | 44           | не прошёл     | не прошёл     | не прошёл | не прошёл | не прошёл | не прошёл |
| Командный спринт | Душан Кожишек, Мартин Коукал |              |              |               |               | 18:43,1   | 1         | 19:13,8   | 6         |

Женщины
Дистанция
| Соревнование         | Спортсмены                                                      | Результат | Место |
| -------------------- | --------------------------------------------------------------- | --------- | ----- |
| Индивидуальная гонка | Камила Райдлова                                                 | 26:26,2   | 25    |
| Индивидуальная гонка | Ива Янечкова                                                    | 26:51,3   | 32    |
| Индивидуальная гонка | Эва Нывльтова                                                   | 28:04,1   | 54    |
| Гонка преследования  | Камила Райдлова                                                 | 42:26,5   | 23    |
| Гонка преследования  | Эва Нывльтова                                                   | 44:52,8   | 50    |
| Гонка преследования  | Ива Янечкова                                                    | DNS       | —     |
| Масс-старт           | Эва Нывльтова                                                   | 1:38:40,1 | 49    |
| Масс-старт           | Ива Янечкова                                                    | 1:40:13,6 | 40    |
| Масс-старт           | Эва Скальникова                                                 | 1:44:47,8 | 47    |
| Масс-старт           | Камила Райдлова                                                 | DNS       | —     |
| Эстафета             | Эва Нывльтова, Камила Райдлова, Ивана Янечкова, Эва Скальникова | 59:11,2   | 12    |

Спринт
| Соревнование | Спортсмены    | Квалификация | Квалификация | Четвертьфинал | Четвертьфинал | Полуфинал | Полуфинал | Финал     | Финал     |
| Соревнование | Спортсмены    | Результат    | Место        | Результат     | Место         | Результат | Место     | Результат | Место     |
| ------------ | ------------- | ------------ | ------------ | ------------- | ------------- | --------- | --------- | --------- | --------- |
| Спринт       | Эва Нывльтова | 3:51,37      | 33           | не прошла     | не прошла     | не прошла | не прошла | не прошла | не прошла |

#### Прыжки на лыжах с трамплина
| Соревнование                  | Спортсмены                                             | Квалификация | Квалификация | Финал     | Финал    | Финал     | Финал     | Финал | Финал |
| Соревнование                  | Спортсмены                                             | Результат    | Место        | 1 прыжок  | 1 прыжок | 2 прыжок  | 2 прыжок  | Всего | Место |
| Соревнование                  | Спортсмены                                             | Результат    | Место        | Результат | Место    | Результат | Место     | Всего | Место |
| ----------------------------- | ------------------------------------------------------ | ------------ | ------------ | --------- | -------- | --------- | --------- | ----- | ----- |
| Нормальный трамплин           | Роман Коуделька                                        | 123,5        | 18           | 127,0     | 9        | 125,0     | 13        | 252,0 | 12    |
| Нормальный трамплин           | Якуб Янда                                              | 135,5        | 2            | 127,5     | 8        | 123,0     | 18        | 250,5 | 14    |
| Нормальный трамплин           | Антонин Гайек                                          | 134,5        | 4            | 121,0     | 17       | 118,5     | 22        | 139,5 | 21    |
| Нормальный трамплин           | Лукаш Глава                                            | 112,0        | 37           | 108,0     | 38       | не прошёл | не прошёл | 108,0 | 38    |
| Большой трамплин              | Антонин Гайек                                          | 138,0        | 3            | 119,4     | 9        | 121,2     | 12        | 240,6 | 7     |
| Большой трамплин              | Якуб Янда                                              | 131,6        | 11           | 115,2     | 12       | 106,2     | 22        | 221,4 | 17    |
| Большой трамплин              | Роман Коуделька                                        | 117,0        | 27           | 97,0      | 29       | 111,5     | 15        | 208,5 | 23    |
| Большой трамплин              | Мартин Цикль                                           | 114,3        | 29           | 78,4      | 41       | не прошёл | не прошёл | 78,4  | 41    |
| Большой трамплин среди команд | Антонин Гайек, Роман Коуделька, Лукаш Глава, Якуб Янда |              |              | 477,4     | 7        | 504,4     | 7         | 981,8 | 7     |

#### Сноуборд
Хафпайп
| Соревнование | Спортсмены      | Квалификация | Квалификация | Квалификация | Полуфинал | Полуфинал | Полуфинал | Финал     | Финал     | Финал     |
| Соревнование | Спортсмены      | 1 спуск      | 2 спуск      | Место        | 1 спуск   | 2 спуск   | Место     | 1 спуск   | 2 спуск   | Место     |
| ------------ | --------------- | ------------ | ------------ | ------------ | --------- | --------- | --------- | --------- | --------- | --------- |
| Женщины      | Шарка Панчохова | 15,4         | 28,1         | 17           | 34,4      | 24,9      | 8         | не прошла | не прошла | не прошла |

Бордеркросс
| Соревнование | Спортсмены     | Квалификация | Квалификация | 1/8 финала | Четвертьфинал | Полуфинал | Финал     | Место |
| Соревнование | Спортсмены     | Результат    | Место        | 1/8 финала | Четвертьфинал | Полуфинал | Финал     | Место |
| ------------ | -------------- | ------------ | ------------ | ---------- | ------------- | --------- | --------- | ----- |
| Мужчины      | Михал Новотный | 1:24,23      | 29           | 2          | 4             | не прошёл | не прошёл | 16    |
| Мужчины      | Давид Бакеш    | 1:26,05      | 32           | 4          | не прошёл     | не прошёл | не прошёл | 32    |

Параллельный гигантский слалом
| Соревнование | Спортсмены        | Квалификация | Квалификация | Квалификация | Квалификация | 1/8 финала         | Четвертьфинал      | Полуфинал          | Финал              | Место |
| Соревнование | Спортсмены        | 1 спуск      | 2 спуск      | Всего        | Место        | Соперник Результат | Соперник Результат | Соперник Результат | Соперник Результат | Место |
| ------------ | ----------------- | ------------ | ------------ | ------------ | ------------ | ------------------ | ------------------ | ------------------ | ------------------ | ----- |
| Мужчины      | Петр Шинделарж    | 56,49        | 41,28        | 1:37,77      | 28           | не прошёл          | не прошёл          | не прошёл          | не прошёл          | 28    |
| Женщины      | Зузана Долежалова | 43,33        | 43,22        | 1:26,55      | 22           | не прошла          | не прошла          | не прошла          | не прошла          | 22    |

#### Фристайл
Могул
| Соревнование | Спортсмены        | Квалификация | Квалификация | Финал     | Финал     |
| Соревнование | Спортсмены        | Результат    | Место        | Результат | Место     |
| ------------ | ----------------- | ------------ | ------------ | --------- | --------- |
| Мужчины      | Лукаш Вацулик     | 21,78        | 26           | не прошёл | не прошёл |
| Женщины      | Никола Судова     | 22,40        | 12           | 19,41     | 16        |
| Женщины      | Шарка Судова      | 18,55        | 25           | не прошла | не прошла |
| Женщины      | Тереза Вацуликова | 1,50         | 27           | не прошла | не прошла |

Акробатика
| Соревнование | Спортсмены       | Квалификация | Квалификация | Квалификация | Квалификация | Финал     | Финал     | Финал     | Финал     |
| Соревнование | Спортсмены       | 1 прыжок     | 2 прыжок     | Сумма        | Место        | 1 прыжок  | 2 прыжок  | Сумма     | Место     |
| ------------ | ---------------- | ------------ | ------------ | ------------ | ------------ | --------- | --------- | --------- | --------- |
| Женщины      | Мартина Конопова | 66,84        | 48,23        | 115,07       | 21           | не прошла | не прошла | не прошла | не прошла |

Ски-кросс
| Соревнование | Спортсмены    | Квалификация | Квалификация | 1/8 финала | Четвертьфинал | Полуфинал | Финал     |
| Соревнование | Спортсмены    | Результат    | Место        | 1/8 финала | Четвертьфинал | Полуфинал | Финал     |
| ------------ | ------------- | ------------ | ------------ | ---------- | ------------- | --------- | --------- |
| Мужчины      | Томаш Краус   | 1:13,75      | 11           | 1          | 3             | не прошёл | не прошёл |
| Мужчины      | Зденек Шафарж | DNF          | —            | не прошёл  | не прошёл     | не прошёл | не прошёл |

### Санный спорт
Мужчины
| Соревнование | Спортсмены               | 1 заезд   | 1 заезд | 2 заезд   | 2 заезд | 3 заезд   | 3 заезд | 4 заезд   | 4 заезд | Итоговый результат | Итоговое место |
| Соревнование | Спортсмены               | Результат | Место   | Результат | Место   | Результат | Место   | Результат | Место   | Итоговый результат | Итоговое место |
| ------------ | ------------------------ | --------- | ------- | --------- | ------- | --------- | ------- | --------- | ------- | ------------------ | -------------- |
| Одиночки     | Ондржей Гиман            | 49,284    | 26      | 49,346    | 25      | 49,512    | 26      | 49,247    | 28      | 3:17,389           | 25             |
| Одиночки     | Якуб Гиман               | 49,379    | 28      | 49,726    | 29      | 49,460    | 24      | 49,231    | 27      | 3:17,801           | 28             |
| Двойки       | Любош Ира, Матей Квичала | 42,204    | 16      | 42,459    | 18      |           |         |           |         | 1:24,663           | 18             |

### Хоккей
Мужчины
Состав команды
| №              | Имя               | Клуб                     | Дата рождения    | Возраст | Игр     | Шайб    | Передач |
| Вратари        | Вратари           | Вратари                  | Вратари          | Вратари | Вратари | Вратари | Вратари |
| -------------- | ----------------- | ------------------------ | ---------------- | ------- | ------- | ------- | ------- |
| 29             | Томаш Вокоун      | Флорида Пантерз          | 2 июля 1976      | 33      | 5       | -9      |         |
| 31             | Ондрей Павелец    | Атланта Трэшерз          | 31 августа 1987  | 22      |         |         |         |
| 33             | Якуб Штепанек     | Витковице                | 20 июня 1986     | 23      |         |         |         |
| Защитники      |                   |                          |                  |         |         |         |         |
| 3              | Марек Жидлицкий   | Миннесота Уайлд          | 28 апреля 1986   | 23      | 5       |         | 5       |
| 4              | Збынек Михалек    | Финикс Койотс            | 23 декабря 1982  | 27      | 5       |         |         |
| 5              | Роман Полак       | Сент-Луис Блюз           | 28 апреля 1986   | 23      | 5       |         |         |
| 15             | Томаш Каберле - А | Торонто Мейпл Лифс       | 2 марта 1978     | 31      | 4       | 3       | 2       |
| 17             | Филип Куба        | Оттава Сенаторз          | 29 декабря 1976  | 33      | 5       |         | 1       |
| 35             | Ян Гейда          | Коламбус Блю Джекетс     | 18 июня 1978     | 31      | 5       |         |         |
| 44             | Мирослав Блатяк   | Салават Юлаев            | 25 мая 1982      | 27      | 4       |         | 2       |
| 77             | Павел Кубина      | Атланта Трэшерз          | 15 апреля 1977   | 32      | 5       |         |         |
| Нападающие     |                   |                          |                  |         |         |         |         |
| 9              | Милан Михалек     | Оттава Сенаторз          | 7 декабря 1984   | 25      | 5       | 1       |         |
| 10             | Роман Червенка    | Славия (Прага)           | 10 декабря 1985  | 34      | 5       |         | 2       |
| 14             | Томаш Плеканец    | Монреаль Канадиенс       | 31 октября 1982  | 27      | 5       | 3       |         |
| 16             | Петр Чаянек       | СКА                      | 18 августа 1975  | 34      | 5       |         |         |
| 24             | Мартин Гавлат     | Миннесота Уайлд          | 19 апреля 1981   | 28      | 5       |         | 2       |
| 26             | Патрик Элиаш - К  | Нью-Джерси Дэвилз        | 13 апреля 1976   | 33      | 5       | 2       | 2       |
| 34             | Томаш Флейшманн   | Вашингтон Кэпиталз       | 16 мая 1984      | 25      | 5       | 1       | 2       |
| 46             | Давид Крейчи      | Бостон Брюинз            | 28 апреля 1986   | 23      | 5       | 2       | 1       |
| 60             | Томаш Ролинек     | Металлург (Магнитогорск) | 17 февраля 1980  | 29      | 5       | 1       | 1       |
| 63             | Йозеф Вашичек     | Локомотив                | 12 сентября 1980 | 29      | 5       |         |         |
| 68             | Яромир Ягр - А    | Авангард                 | 15 февраля 1972  | 38      | 5       | 2       | 1       |
| 91             | Мартин Эрат       | Нэшвилл Предаторз        | 28 августа 1981  | 28      | 5       |         | 1       |
| Главный тренер |                   |                          |                  |         |         |         |         |
| Флаг Чехии     | Владимир Ружичка  | Владимир Ружичка         | 6 июня 1963      | 46      |         |         |         |

Групповой этап
| М | Команда  | В | ВО | ПО | П | Ш    | ±Ш  | О |
| - | -------- | - | -- | -- | - | ---- | --- | - |
| 1 | Россия   | 2 | 0  | 1  | 0 | 13-6 | +7  | 7 |
| 2 | Чехия    | 2 | 0  | 0  | 1 | 10-7 | +3  | 6 |
| 3 | Словакия | 1 | 1  | 0  | 1 | 9-4  | +5  | 5 |
| 4 | Латвия   | 0 | 0  | 0  | 3 | 4-19 | −15 | 0 |

| 17 февраля 2010 21:00 (UTC-8) | \| Чехия \| 3 : 1 (1:1, 2:0, 0:0) Отчёт \| Словакия \| \| Патрик Элиаш (Мартин Гавлат, Мирослав Блатяк) — 09:02 Яромир Ягр (Роман Червенка) — 37:56 Томаш Плеканец (Яромир Ягр, Марек Жидлицкий) — 39:58 \| Голы \| Мариан Габорик (Мариан Госса, Павол Демитра) — 20:47 \| | Канада Хоккей Плейс, Ванкувер Зрителей: 16 924 Судья: Брент Рейбер Брэд Уотсон |
| Чехия | 3 : 1 (1:1, 2:0, 0:0) Отчёт | Словакия                                                                       |
| Патрик Элиаш (Мартин Гавлат, Мирослав Блатяк) — 09:02 Яромир Ягр (Роман Червенка) — 37:56 Томаш Плеканец (Яромир Ягр, Марек Жидлицкий) — 39:58 | Голы | Мариан Габорик (Мариан Госса, Павол Демитра) — 20:47                           |

| 19 февраля 2010 12:00 (UTC-8) | \| Чехия \| 5 : 2 (3:0, 1:2, 1:0) Отчёт \| Латвия \| \| Давид Крейчи (Мартин Эрат, Томаш Флейшманн) — 02:30 Томаш Плеканец (Марек Жидлицкий, Томаш Ролинек) — 03:33 Яромир Ягр (Марек Жидлицкий, Томаш Каберл) — 05:07 Томаш Каберл (Патрик Элиаш, Марек Жидлицкий) — 26:33 Патрик Элиаш — 59:42 \| Голы \| Кристапс Сотникс (Герберт Васильев) — 35:30 Гиртс Анкипанс (Мартиньш Карсумс, Георгийс Пуйацс) — 38:26 \| | Канада Хоккей Плейс, Ванкувер Зрителей: 16984 Судья: Юри Ронн Кристофер Руни                           |
| Чехия | 5 : 2 (3:0, 1:2, 1:0) Отчёт | Латвия                                                                                                 |
| Давид Крейчи (Мартин Эрат, Томаш Флейшманн) — 02:30 Томаш Плеканец (Марек Жидлицкий, Томаш Ролинек) — 03:33 Яромир Ягр (Марек Жидлицкий, Томаш Каберл) — 05:07 Томаш Каберл (Патрик Элиаш, Марек Жидлицкий) — 26:33 Патрик Элиаш — 59:42 | Голы | Кристапс Сотникс (Герберт Васильев) — 35:30 Гиртс Анкипанс (Мартиньш Карсумс, Георгийс Пуйацс) — 38:26 |

| 21 февраля 2010 12:00 (UTC-8)                                                                                 | \| Чехия \| 2 : 4 (1:1, 0:1, 1:2) Отчёт \| Россия \| \| Томаш Плеканец (Патрик Элиаш, Томаш Каберле) — 19:06 Милан Михалек (Марек Жидлицкий, Мирослав Блатяк) — 54:51 \| Голы \| Евгений Малкин (Павел Дацюк, Александр Овечкин) — 15:13 Виктор Козлов (Александр Радулов, Сергей Фёдоров) — 34:34 Евгений Малкин (Александр Сёмин, Фёдор Тютин) — 41:49 Павел Дацюк (Евгений Малкин, Александр Овечкин) — 59:47 \| | Канада Хоккей Плейс, Ванкувер Зрителей: 17 114 Судья: Дэниэль О'Хэллоран Гай Пеллерен |
| Чехия | 2 : 4 (1:1, 0:1, 1:2) Отчёт | Россия |
| Томаш Плеканец (Патрик Элиаш, Томаш Каберле) — 19:06 Милан Михалек (Марек Жидлицкий, Мирослав Блатяк) — 54:51 | Голы | Евгений Малкин (Павел Дацюк, Александр Овечкин) — 15:13 Виктор Козлов (Александр Радулов, Сергей Фёдоров) — 34:34 Евгений Малкин (Александр Сёмин, Фёдор Тютин) — 41:49 Павел Дацюк (Евгений Малкин, Александр Овечкин) — 59:47 |

Квалификационный раунд
| 23 февраля 2010 19:00 (UTC-8) | \| Чехия \| 3 : 2 ОТ (2:0, 0:0, 0:2, 1:0) Отчёт \| Латвия \| \| Томаш Ролинек (Филип Куба, Мартин Гавлат) — 05:52 Томаш Флейшманн (Давид Крейчи, Роман Червенка) — 11:06 Давид Крейчи (Томаш Флейшманн) — 65:10 \| Голы \| Мартиньш Ципулис (Александр Ниживий, Кришьянис Редлихс) — 52:02 Микелис Редлихс (Армандс Берзиньш, Лаурис Дарзиньш) — 56:19 \| | Зимний спортивный центр УБК, Ванкувер Зрителей: Судья: Билл Маккрири Брент Райбер                                           |
| Чехия | 3 : 2 ОТ (2:0, 0:0, 0:2, 1:0) Отчёт | Латвия |
| Томаш Ролинек (Филип Куба, Мартин Гавлат) — 05:52 Томаш Флейшманн (Давид Крейчи, Роман Червенка) — 11:06 Давид Крейчи (Томаш Флейшманн) — 65:10 | Голы | Мартиньш Ципулис (Александр Ниживий, Кришьянис Редлихс) — 52:02 Микелис Редлихс (Армандс Берзиньш, Лаурис Дарзиньш) — 56:19 |

Четвертьфинал
| 24 февраля 2010 19:00 (UTC-8)                                               | \| Финляндия \| 2 : 0 (0:0, 0:0, 2:0) Отчёт \| Чехия \| \| Никлас Хагман (Янне Нискала) — 53:34 Валтери Филппула (Микко Койву) — 58:25 \| Голы \| \| | Зимний спортивный центр УБК, Ванкувер Зрителей: Судья: Дэниэль О'Хэллоран Брэд Уотсон |
| Финляндия                                                                   | 2 : 0 (0:0, 0:0, 2:0) Отчёт | Чехия                                                                                 |
| Никлас Хагман (Янне Нискала) — 53:34 Валтери Филппула (Микко Койву) — 58:25 | Голы |                                                                                       |

Итоговое место — 7